# Cladorhiza linearis
Cladorhiza linearis är en svampdjursart som beskrevs av Ridley och Arthur Dendy 1886. Cladorhiza linearis ingår i släktet Cladorhiza och familjen Cladorhizidae.
Artens utbredningsområde är havet kring Franska Polynesien. Inga underarter finns listade i Catalogue of Life.